# Kornelia Lesiewicz
Kornelia Lesiewicz (14 agosto 2003) è una velocista polacca, campionessa europea under 20 dei 400 metri piani a Tallinn 2021 e medaglia di bronzo nella staffetta 4×400 metri agli Europei indoor di Toruń 2021.

## Palmarès
| Anno | Manifestazione | Sede    | Evento        | Risultato | Prestazione | Note                          |
| ---- | -------------- | ------- | ------------- | --------- | ----------- | ----------------------------- |
| 2021 | Europei indoor | Toruń   | 4×400 m       | Bronzo    | 3'29"94     |                               |
| 2021 | World Relays   | Chorzów | 4×400 m       | Argento   | 3'28"81     |                               |
| 2021 | Europei U20    | Tallinn | 400 m piani   | Oro       | 52"46       | Miglior prestazione personale |
| 2021 | Mondiali U20   | Nairobi | 400 m piani   | Argento   | 51"97       | Miglior prestazione personale |
| 2021 | Mondiali U20   | Nairobi | 4×400 m mista | Argento   | 3'19"80     |                               |
| 2022 | Mondiali U20   | Cali    | 4x400 m       | Batteria  | 3'37"19     |                               |
| 2022 | Mondiali U20   | Cali    | 4×400 m mista | 5ª        | 3'22"52     |                               |

## Altre competizioni internazionali
2021
- Campionati europei a squadre di atletica leggera ( Chorzów)